# نينسيانا
نينسيانا ( السومرية: "الملكة الحمراء للسماء") كانت إلهة بلاد ما بين النهرين وتعتبر تجسيدًا لفينوس. وقد استخدم هذا الاسم أيضًا كاسم الكوكب في النصوص الفلكية حتى نهاية العصر البابلي القديم. هناك أدلة تشير إلى أن جنس نينسيانا كان يختلف بين المواقع، وكان يُعبد كل من الأشكال الأنثوية والذكورية لهذه الإلهة. بسبب ارتباطهم المشترك مع كوكب الزهرة، ارتبطت نينسيانا بإنانا. علاوة على ذلك، يظهر الإله كابتا إلى جانب نينسيانا في العديد من النصوص، لكن طبيعة العلاقة بينهما لا تزال غير واضحة.
أقدم دليل على عبادة نينسيانا يأتي من فترة أور الثالثة، ويتضمن إشارات إلى بناء معبدين لهذا الإله. تتوفر العديد من الشهادات الأخرى من فترة إيسن-لارسا والفترة البابلية القديمة، بما في ذلك النقوش الملكية والرسائل الشخصية والأختام والأسماء الثيوفورية. وقد تراجع استخدام اسم نينسيانا للإشارة إلى كوكب الزهرة في وقت لاحق، على الرغم من استمرار عبادة الشكل الأنثوي لهذه الإلهة، على سبيل المثال في نيبور. وفي الفترة الهلنستية، ظهرت في النصوص الطقسية من أوروك،

## شخصية
كانت نينسيانا، "الملكة الحمراء للسماء"، تمثيلًا إلهيًا لكوكب الزهرة. في الألفية الثانية قبل الميلاد، كان من الممكن استخدام هذا الاسم لتمثيل الجسم النجمي في مختلف أعمال علم الفلك في بلاد ما بين النهرين، على الرغم من أنه في الألفية الأولى قبل الميلاد، أصبح اسم دلبات يُستخدم بشكل أكثر شيوعًا بدلاً من ذلك، باستثناء لوح فينوس البابلي الجديد لأميسادوقا، والذي اعتمد على مصادر بابل القديمة. ويشار إلى نينسيانا باسم فينوس خلال شهر نيسان.
تسلط العديد من ألقاب نينسيانا الضوء على ارتباطها بالضوء والإشراق. يستخدم نص من سيبار-أمنانوم عبارة "إله مشع " يطلق مصدر متأخر من أوروك على نينسيانا لقب "العشيقة التي تنير السماء". وقد اقترح أنه في الفن، على سبيل المثال على الأختام الأسطوانية ، صُور نينسيانا في هيئة إلهة مع نجمة على تاجها ذي القرون، أو إلهة مصحوبة بنجمة.
كان Ninsianna مرتبطًا أحيانًا بـ haruspicy، مثل عدد من الآلهة النجمية الأخرى. يذكر كتاب شامل عن علامات الزيت أن انتشار الزيت على شكل نجمة هو علامة مرتبطة بننسينا.
يقدم نقش لريم سين الأول نينسيانا كإلهة للعدالة، "قاضية، مستشارة عليا، تميز بين الحقيقة والزيف"، وكمحارب إلهي.

### جنس
يختلف جنس نينسيانا حسب المصادر المعروفة. تشير لوحة علمية من أرشيف أور أوتو، الذي خدم كبير كهنة الرثاء ( كالاماخو ) في أنونيتوم في سيبار أمنانوم، إلى أنه من المحتمل أن الإلهة، باعتبارها تجسيدًا للزهرة، كانت تُرى كأنثى عند غروب الشمس وذكر عند شروق الشمس. وصفت جوان جودنيك ويستنهولز نينسيانا بأنها "إلهة ثنائية الشكل (...)"، بينما وصفتها جوليا إم. آشر-جريف بأنها "إلهة ثنائية الجنس". وقد اقترح البعض أن نينسيانا كانت تعتبر في الأصل أنثى، لكن جنسها أصبح متغيرًا بسبب الاتصال بين السومريين والمتحدثين باللغات السامية الذين مثلوا نفس الجسم السماوي كإله ذكر. ومع ذلك، وفقًا لويستنهولز، فإن حالة نينسيانا تختلف عن حالات الآلهة التي تغير جنسها بسبب التوفيق بين الأديان ، مثل نينشوبور.
يبدو أن جنس نينسيانا يختلف حسب الموقع أيضًا. ومن المقبول عمومًا أنه في سيبار، كان يُعبد كإله ذكر. هناك أدلة مماثلة معروفة من أور وجيرسو. أشار ريم سين الأول ملك لارسا في مناسبة واحدة على الأقل إلى نينسيانا باعتباره ذكرًا، واصفًا إياه بأنه "ملك" ( لوغال ) ساعده في المعارك ضد أعدائه. ومع ذلك، يترجم دوغلاس فراين النقش كما لو كان المقصود به إلهة أنثوية، "للإلهة نينسيانا، سيدي"، على الرغم من أن مانفريد كريبرنيك في مراجعة لاحظ أن هذا غير صحيح. يعترف فراين نفسه بأن كلمة لوجال هي في الحقيقة لقب للآلهة فقط، وليس للإلهات. وفقًا لدانيال شويمر، فإن الإشارات المباشرة إلى نينسيانا الذكورية شائعة نسبيًا بشكل عام. ومع ذلك، فإن بعض الأدلة لصالح تفسير الإشارات المحددة إلى نينسيانا على أنها تشير إلى هذا الإله باعتباره إلهًا وليس إلهة، على سبيل المثال نقش لإيدن سين من سيمروم، غير مؤكد، حيث من الممكن أن تُستخدم الكلمة الأكادية إيلو في مثل هذه الحالات كمصطلح محايد بين الجنسين، على غرار كلمة دنجير السومرية. يبدو أن الصلوات من أرشيفات الكاشيين تقدم نينسيانا كإلهة، وليس إلهًا، كما يتضح من الارتباط بحجر شوبا المذكور فيها. كما اعتبرت نينسيانا أنثى في سياق عبادة هذه الإلهة في نيبور، وإيسين وأوروك.

## الارتباطات مع الآلهة الأخرى
تنص قائمة الآلهة أن = أنوم على أن نينسيانا كانت تعتبر " عشتار النجم"، عشتار كاكابي. وقد ورد نفس التفسير لاسمها في قاموس اللغة الإنجليزية. يفضل جيرميا بيترسون بدلاً من ذلك ترجمة "إلهة النجم". يعود الارتباط بين نينسيانا وإنانا إلى فترة أور الثالثة. يعود ارتباط الإلهة الأخيرة بكوكب الزهرة إلى فترة أوروك. ومع ذلك، كانت وظائفهم في الدين الرافديني منفصلة. في لارسا، عُبدت نينسيانا وإنانا بشكل منفصل عن بعضهما البعض، وكانت الأولى فقط بمثابة التمثيل الإلهي لكوكب الزهرة. كما وثقت عبادة منفصلة لكل منهما في مصادر من نيبور. كامتداد للارتباط بين إنانا ونينسيانا، في فترة إيسين-لارسا، زُومِنَت الأولى جزئيًا مع الإلهة إيسين الأسرية نينيسينا، مع الاعتماد على التبرير جزئيًا على التشابه بين اسمي نينيسيانا ونينسينا.
كان هناك إله يُدعى كابتا ("النجم") أو ماديانا ("الواحد الرفيع من السماء") مرتبطًا بشكل متكرر بنينسيانا. يظهرون معًا في قوائم الآلهة المتعددة. وصف شخص يدعى سين-إشمياني نفسه على ختم أسطواني بأنه "خادم نينسياننا وكابتا". ومع ذلك، فإن الطبيعة الدقيقة للعلاقة بين هذين الإلهين، وحتى جنس كابتا، تظل غير مؤكدة بسبب ندرة وحالة الحفاظ على المصادر المتاحة. اعتبر ويلفريد ج. لامبرت أنه من الممكن أن يكون الإله ذكرًا ويعمل كزوجة لنينسيانا، ولكن هناك أيضًا أدلة لصالح النظر إلى كابتا باعتبارها إلهة، بما في ذلك ختم يصور إلهتين قد تكونان نينسيانا وكابتا. وفقًا لجيريميا بيترسون، في قائمة الآلهة أن = أنوم وفي النص المعجمي بروتو ديري، فُسروا نينسيانا وكابتا وماديانا جميعًا على أنهم عشتار كاكابي، وبالتالي كآلهة.
تظهر الإلهة تيموا بشكل متكرر في قوائم الآلهة والقوائم المعجمية الأخرى إلى جانب نينسيانا وكابتا، و فُسرت أيضًا بنفس العبارة كما هو الحال مع كليهما في أن = أنوم . كما أُثبتت في الصلوات من الفترة الكاشية. قد يشير التهجئة المختلفة لاسمها، Simua، إلى أنه مشتق من si-mu 2، "قرن ينمو"، على الرغم من أن مانفريد كريبرنيك يلاحظ هذا حتى لو كان هذا الافتراض صحيحًا، فقد يكون مجرد انعكاس لعلم أصول الكلمات الشعبية. يذكر An = Anum أيضًا d ALAM كاسم مستعار لتيموا، على الرغم من أن هذا وفقًا لـ Wilfred G. Lambert هو على الأرجح إشارة إلى مفهوم التماثيل المؤلهة، ولا يشير إلى أي علاقة بآلهة أخرى يمكن كتابة أسمائها بنفس الرمز، مثل Alala و Belili .
تشير قائمة الآلهة من إيمار إلى أن الحوريين اعتبروا بينيكير مشابهًا لنينسيانا. يختلف جنس بينيكير في النصوص الدينية الحورية.
ترنيمة متأخرة تستخدم "معادلات معجمية نادرة وغير عادية" لتحديد أنتو مع آلهة أخرى تساويها مع نينسيانا. وفقًا لجوليا كرول، كان الهدف هو ترسيخ أنتو باعتبارها "المتفوقة على عشتار في مجال السماوات" كجزء من ظاهرة أوسع نطاقًا لتوسيع نطاق عبادتها في أوروك في الفترة الهلنستية.

## يعبد
تم عبادة نينسيانا في أماكن مختلفة في بلاد ما بين النهرين وأُثبت ذلك لأول مرة في نصوص من فترة أور الثالثة، مثل نقش شولجي المتعلق ببناء معبد لهذا الإله. وفقًا لوالتر سالابرجر، فإن لوحًا من عهد أمار سين يذكر بناء معبد مختلف لنينسيانا قد يتعلق ببيت عبادة يقع في نيبور، على الرغم من اقتراح مواقع أخرى أيضًا في الماضي، بما في ذلك سيبار، والتي يعتبرها غير محتملة، وأوروك.
وقد وثق عبادة نينسيانا جيدًا في الفترات التالية من عصر إيسين-لارسا والعصر البابلي القديم أيضًا. كانت موضع عبادة من قبل ملوك سلالة إيسن، مثل إيدين داغان. أعاد ريم سين الأول ملك لارسا بناء معبد مخصص لنينيسيانا، إي-إشبرزيدا ("بيت القرارات الصحيحة")، وربما كان موجودًا في أور، حيث عُثر على مخروط طيني به نقش تذكاري لهذا الحدث. ذُكر نينسيانا أيضًا في صيغة لعنة إيدين سين من سيميروم. وقد نُسبت صيغة مماثلة ثانية إما إليه، أو إلى ابنه زابازونا، أو بشكل أقل معقول إلى أنوبانيني.
وفقًا لجوليا إم. آشر جريف، فإن نينسيانا، التي عُمل معها كإلهة في هذا السياق، هي واحدة من الآلهة الأنثوية الأكثر ذكرًا في الرسائل الشخصية من العصر البابلي القديم، حيث تظهر بشكل أقل من عشتار، ولكن بتواتر مماثل لآيا أو جولا. يستحضرها أحدهم في دور الإلهة الوصية على عائلة معينة. في أخرى، يُطلب من نفس الإله وإيلابرات أن يمنحوا البركة للشخص الذي وجهت إليه. ومن المعروف أيضًا وجود العديد من نقوش الأختام التي تذكر نينسيانا. على سبيل المثال، عُثر على ثلاثة منها في سيبار. تذكر بعض هذه الأختام هذا الإله إلى جانب أداد. في بعض الأحيان يظهر Ninsianna كعنصر ثيوفوري في الأسماء الشخصية، مع أمثلة معروفة بما في ذلك Ur-Ninsianna، وLu-Ninsianna، و Mariote Yar'ip-Ninsianna. في المصادر البابلية القديمة من مدينة بابل نفسها، تعتبر نينسيانا واحدة من أفضل الآلهة الموثقة في وثائق مختلفة، إلى جانب عشتار، وإنانا من زبالام، وأنونيتوم، وزاربانيت. وفقًا لريفكا هاريس، لا بد أن معبد نينسيانا كان موجودًا في سيبار، حيث أُثبت وجود كاهن باشيسو لهذه الإلهة في إحدى الوثائق. يتناول نص من هذا الموقع استفسارًا أوحى لنينسيانا حول رفاهية أور أوتو. ومن المعروف أيضًا وجود إشارة إلى بوابة مدينة نينسيانا، على الرغم من أن اللوح مكسور مما يجعل السياق الذي يظهر فيه من الصعب التأكد منه.
انخفض استخدام اسم نينسيانا للإشارة إلى فينوس بعد العصر البابلي القديم. ومع ذلك، هناك أدلة تشير إلى أن الشكل الأنثوي لنينسيانا استمر في العبادة في الفترة الكاشية. أُثبت وجود معبد مخصص لها في نيبور في نص مترولوجي من العصر البابلي الأوسط، لكن اسمه الاحتفالي غير مدرج فيه. تضمنت النسخة الآشورية الحديثة من طقوس ميسي بي تقديم القرابين لنينسيانا، بالإضافة إلى التمثيلات النجمية لآلهة أخرى. على الرغم من غياب نصوص أوروك من العصر البابلي الحديث، إلا أن نينسيانا بدأت تُعبد أيضًا في هذه المدينة في أواخر الألفية الأولى قبل الميلاد. وقد أُثبت في وصف موكب الآلهة المرافق لعشتار خلال موكب الاحتفال بمهرجان رأس السنة الجديدة (أكيتو )، والذي شارك فيه أيضًا نانايا، ونينيجيزيبارا، وإشارتو، ونينمورور ، وإيليد-إتورا، وشاغيبادا ، ونينسون، وغيرهن من الآلهة، ومعظمهن معروفات بارتباطهن إما بعشتار أو بمدينة أوروك. وفقًا لجوليا كرول، تم تقديمها إلى البانثيون المحلي في هذه الفترة بسبب ارتباطها بإنانا عشتار.

### فهرس
- Anor، Netanel؛ Cohen، Yoram (2021). "Bird in the Sky – Babylonian Bird Omen Collections, Astral Observations and the manzāzu". Revue d'assyriologie et d'archéologie orientale. CAIRN. ج. 115 ع. 1: 51–80. DOI:10.3917/assy.115.0051. ISSN:0373-6032. S2CID:246562402. مؤرشف من الأصل في 2024-04-22.
- Asher-Greve، Julia M.؛ Westenholz، Joan G. (2013). Goddesses in Context: On Divine Powers, Roles, Relationships and Gender in Mesopotamian Textual and Visual Sources (PDF). Academic Press Fribourg. ISBN:978-3-7278-1738-0. مؤرشف من الأصل (PDF) في 2025-02-12.
- Beckman، Gary (1999). "The Goddess Pirinkir and Her Ritual from Ḫattuša (CTH 644)". Ktèma: Civilisations de l'Orient, de la Grèce et de Rome antiques. PERSEE Program. ج. 24 ع. 1: 25–39. DOI:10.3406/ktema.1999.2206. hdl:2027.42/77419. ISSN:0221-5896.
- Foster، Benjamin (1996). Before the muses: an anthology of Akkadian literature. Potomac, MD: CDL Press. ISBN:1-883053-23-4. OCLC:34149948.
- Frayne، Douglas (1990). Old Babylonian Period (2003-1595 B.C.). University of Toronto Press. DOI:10.3138/9781442678033. ISBN:978-1-4426-7803-3.
- George، Andrew R. (1993). House most high: the temples of ancient Mesopotamia. Winona Lake: Eisenbrauns. ISBN:0-931464-80-3. OCLC:27813103.
- Harris، Rivkah (1975). Ancient Sippar: a Demographic Study of an Old-Babylonian City, 1894-1595 B.C. Uitgaven van het Nederlands Historisch-Archaeologisch Instituut te Istanbul. Nederlands Historisch-Archaeologisch Instituut. مؤرشف من الأصل في 2024-11-05. اطلع عليه بتاريخ 2022-09-14.
- Heimpel, Wolfgang (1998), "Ninsiana", Reallexikon der Assyriologie (بالألمانية), Retrieved 2022-01-31
- Krebernik, Manfred (1997). "Buchbesprechungen. Frayne, Douglas: Old Babylonian period (2003-1595 BC) (= The royal inscriptions of Mesopotamia. Early periods, Volume 4). University of Toronto Press, Toronto/Buffalo, London 1990". Zeitschrift für Assyriologie und vorderasiatische Archäologie (بالألمانية). Walter de Gruyter GmbH. 87 (1): 122–141. ISSN:0084-5299.
- Krebernik, Manfred (2011), "Simu(a), Timua", Reallexikon der Assyriologie (بالألمانية), Retrieved 2022-09-14
- Krul، Julia (2018). The Revival of the Anu Cult and the Nocturnal Fire Ceremony at Late Babylonian Uruk. Brill. DOI:10.1163/9789004364943_004. ISBN:9789004364936. مؤرشف من الأصل في 2024-12-26.
- Krul، Julia (2019). "'Star Anu, Lord of Heaven': The Influence of the Celestial Sciences on Temple Rituals in Hellenistic Uruk and Babylon". Scholars and Scholarship in Late Babylonian Uruk. Cham: Springer International Publishing. ص. 219–234. DOI:10.1007/978-3-030-04176-2_7. ISBN:978-3-030-04175-5. S2CID:165727684.
- Lambert، Wilfred G. (1980)، "Kabta"، Reallexikon der Assyriologie، اطلع عليه بتاريخ 2022-01-28
- Lambert، Wilfred G. (2013). Babylonian creation myths. Winona Lake, Indiana: Eisenbrauns. ISBN:978-1-57506-861-9. OCLC:861537250.
- Peterson، Jeremiah (2009). God lists from Old Babylonian Nippur in the University Museum, Philadelphia. Münster: Ugarit Verlag. ISBN:978-3-86835-019-7. OCLC:460044951. مؤرشف من الأصل في 2025-01-27.
- Sallaberger, Walther (2021). "Uruk in der Frühen Bronzezeit: Zu dessen Königen und Göttern und zur Lage von Kulaba". In van Ess, Margarete (ed.). Uruk - altorientalische Metropole und Kulturzentrum (بالألمانية). Wiesbaden. ISBN:978-3-447-11368-7. OCLC:1255365039.{{استشهاد بكتاب}}:  صيانة الاستشهاد: مكان بدون ناشر (link)
- Schwemer, Daniel (2001). Die Wettergottgestalten Mesopotamiens und Nordsyriens im Zeitalter der Keilschriftkulturen: Materialien und Studien nach den schriftlichen Quellen (بالألمانية). Wiesbaden: Harrassowitz. ISBN:978-3-447-04456-1. OCLC:48145544. Archived from the original on 2024-12-24.
- Stephens، Kathryn (2016)، "Ninsi'anna (god/goddess)"، Ancient Mesopotamian Gods and Goddesses، Open Richly Annotated Cuneiform Corpus, UK Higher Education Academy، مؤرشف من الأصل في 2024-10-08
- van Dijk-Coombes، Renate M. (2021). "The Many Faces of Enheduanna's Inana: Literary Images of Inana and the Visual Culture from the Akkadian to the Old Babylonian Period". From Stone Age to Stellenbosch : studies on the Ancient Near East in honour of Izak (Sakkie) Cornelius. Münster. ISBN:978-3-96327-150-2. OCLC:1294273921.{{استشهاد بكتاب}}:  صيانة الاستشهاد: مكان بدون ناشر (link)
- Veenhof، Klaas R. (2018). "The Family God in Old Babylonian and Especially in Old Assyrian Sources". Revue d'assyriologie et d'archéologie orientale ع. 112: 49–90. DOI:10.3917/assy.112.0049. ISSN:0373-6032. مؤرشف من الأصل في 2022-11-27. اطلع عليه بتاريخ 2022-09-14.
- Westenholz، Joan Goodnick (1997). "Nanaya: Lady of Mystery". في Finkel، I. L.؛ Geller، M. J. (المحررون). Sumerian Gods and their Representations. STYX Publications. ISBN:978-90-56-93005-9.